# سوگیری مشاهده‌گر
سوگیری مشاهده‌گر یا انتظار مشاهده‌گر نوعی سوگیری است که در آن مشاهده‌گر از نظر روانی به دسته‌ای خاص از نتایج سوگیری داشته باشد و بر این اساس مراحل یا نتایج پژوهش را در جهت نتایج مورد انتظارش تغییر دهد یا تفسیر کند.
اگر بیم آن وجود داشته باشد که مشاهده‌گر موارد مورد آزمایش را در جهتی خاص تغییر دهد، استفاده از آزمایش کور دوطرفه می‌تواند روشی مؤثر برای مقابله با سوگیری مشاهده‌گر باشد. در آزمایش‌های کور دوطرفه، تعلق افراد به گروه کنترل یا گروه مورد آزمایش، هم بر مشاهده‌گر و هم بر مشاهده‌شونده پوشیده است.